# Ellen Eglin
Ellen F. Eglin (Maryland, febrero de 1836 – 1916) fue una inventora estadounidense que creó un escurridor de ropa para lavadoras.

## Trayectoria

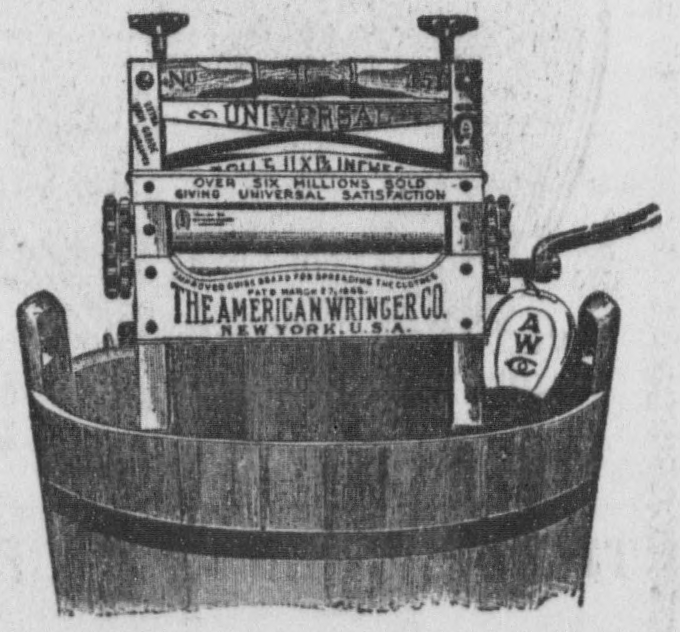
Ejemplo de escurridor de ropa que se utilizaba durante el

Ellen F. Eglin nació en el estado de Maryland en febrero de 1836, según el censo de 1880. En algún momento, ella y su familia se trasladaron a Washington D.C., donde Eglin se ganó la vida como ama de llaves y empleada del gobierno.
En el siglo XIX, Eglin inventó un tipo especial de lavadora de ropa, que era una máquina con dos rodillos en un marco conectado a una manivela. La ropa se introducía entre los dos rodillos y al girar la manivela, el agua era exprimida de la ropa. En aquella época, la ropa se escurría a mano y se colgaba para secarla. Eglin decidió vender su patente a una "persona blanca interesada en fabricar el producto" por 18 dólares.
En el número de abril de 1890 de Woman Inventor, se citaba a Eglin diciendo: "Sabes que soy negra y si se supiera que una mujer negra patentó el invento, las mujeres blancas no comprarían el escurridor. Tenía miedo de que se supiera sobre mi color al introducirlo en el mercado, esa es la única razón". El comprador pasó a cosechar considerables beneficios económicos. El escurridor de Eglin se sigue utilizando hoy en día para las fregonas.
Después de vender su escurridor de ropa, Eglin mantuvo la esperanza de patentar un segundo aparato. Quería que "el invento fuera conocido como el de una mujer negra". Aunque quiso exponer el nuevo modelo en el Congreso Internacional de Mujeres Inventoras Industriales, nunca llegó a patentarlo, y no hay información de que lo creara.
Pasó el resto de su vida en Washington D. C. En 1890, estuvo empleada por el Departamento del Interior de los Estados Unidos como fletadora en la Oficina del Censo. Aparece en los directorios locales de la ciudad desde aproximadamente 1888 viviendo en el 1929 de la calle 11, N. W. con su hermano Charles, un veterano de la Armada de la Unión que era teamster.